# オレンジ花水

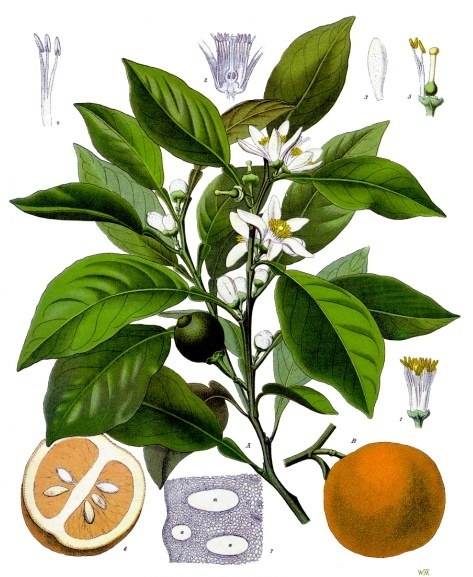
ダイダイ（ビターオレンジ）

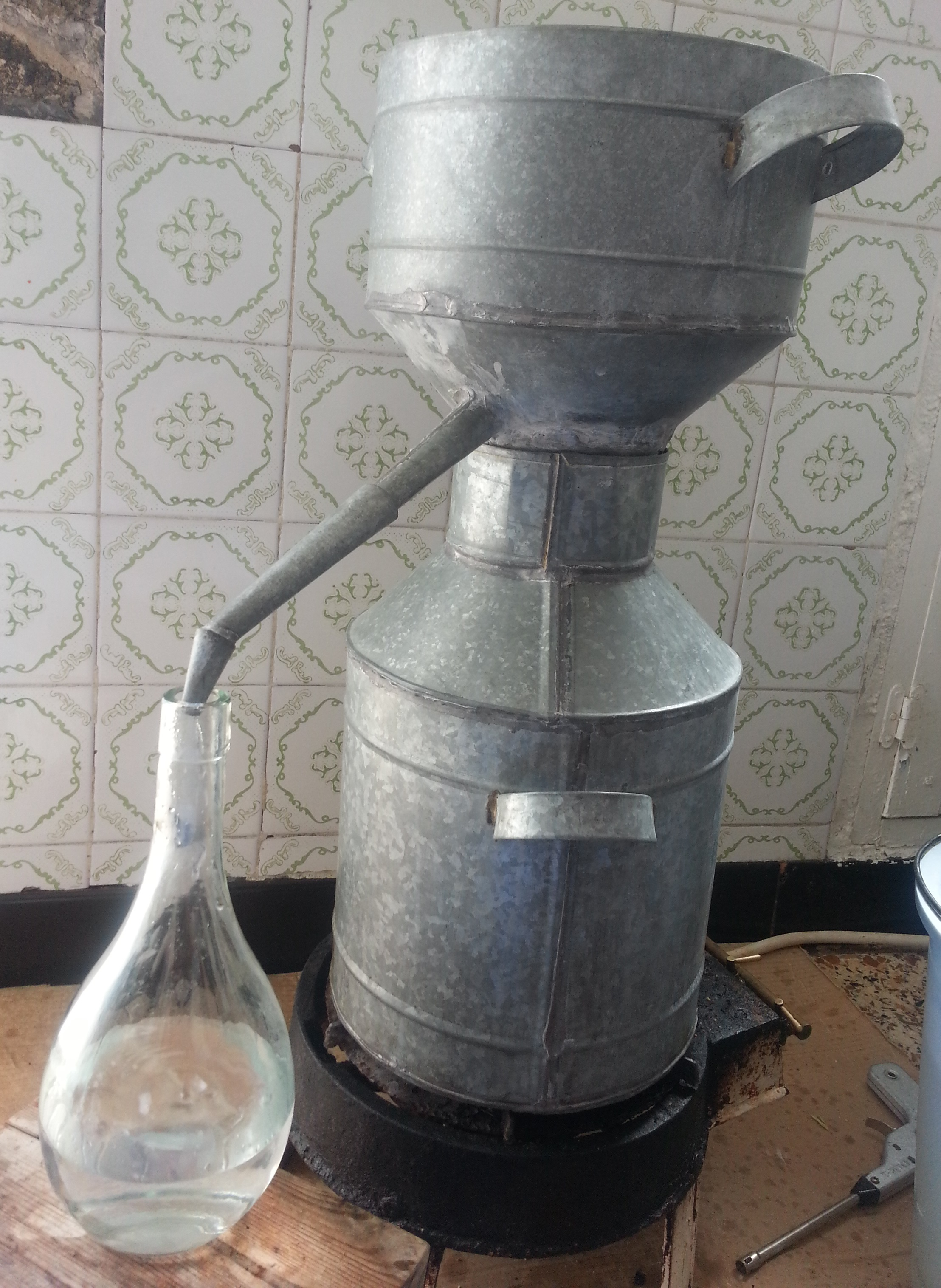
オレンジの木の花の精製バレル

オレンジ花水（橙花水、オレンジフラワーウォーター）は、ダイダイ（ビターオレンジ）の花びらを水蒸気蒸留して風味をつけたハイドロゾル分である。この液体はダイダイの精油・ネロリを製造する際の副産物として作られている。様々な化粧品や医薬品、料理などの香り付け用途で使われる。
バラ水と並び、世界で最も一般的に使用されるハイドロゾルであり、家庭等での小規模生産を考慮しない推定年間生産量は1500tである（いつの数値か不明）。

## 成分
中東や地中海諸国をはじめ、アメリカやヨーロッパなど、世界中でさまざまなブランドの商品が販売されているため、品質にばらつきがある。
国際食品規格委員会は、1リットル当たりの芳香族化合物が少なくとも0.3グラム含まれている事としている。良質な物は、0.5-0.6gである。0.9g以上になると飽和濃度を超えてしまい、やがて「yeux」(フランス語で「目」の意)と呼ばれる分離層が形成される。オレンジ花水を伝統的に使っているモロッコ、アルジェリア、チュニジア、レバノンなどの国では、このyeuxは高品質な水の証としている。

## 各国での名前
- 英語圏：Orange flower water、orange blossom water
- ギリシャ・キプロス：anthonero (ανθόνερο)
  - マルタ島：Ilma Żahar
- スペイン：Agua de azahar
- アラビア語：ماء الزهر（マーザヒル）

## 用途

### 食用
ジバシエやスペインのキングケーキなど、地中海のデザートで伝統的に欠かせないものとして使われており、北アフリカや中東でも伝統的に利用され、シロップの香り付けによく使われる。また最近では、西洋料理の食材としても注目されており、ヨーロッパではマドレーヌに、メキシコではウェディングケーキやパン・デ・ムエルに、アメリカではスコーンやマシュマロの風味づけに使われている。またラモス・ジン・フィズなどのカクテルにも用いられる。
粘土で作られた気化熱式冷却保存容器qullaに入れていた水や、中東の硬水に含まれる不快な臭いや風味を隠すため、また風味づけに普通の飲料水によく添加されている。
アルジェリアやモロッコでは、客が来た時やお茶の時に手を洗う目的でフィンガーボウルに入れて用いられる。アルジェリアやモロッコのティーセットでは、銀や金属の特別な器で供されていたが、この風習は現在では廃れている。しかしアルジェリア料理やモロッコ料理では、お菓子の香り付けや、しばしばコーヒーなどの飲み物の香り付けに使われることもある。

### 医薬品
マルタや多くの北アフリカ諸国、中東諸国などでは、腹痛の薬として広く使用され、成人だけでなく赤ん坊にも用いられる。

### 化粧品
香水、香り付き化粧水として用いられる。
化粧品原料国際命名法（INCI）では、以下の成分名とされている。
- Citrus Aurantium Amara (Bitter Orange) Flower Water
- Citrus Aurantium Dulcis (Orange) Flower Water

ギリシャ神話で、ユーピテルが妻である結婚の女神ユーノーにオレンジ（またはオレンジの花）を贈って以来、オレンジの花は結婚の象徴とされ、クレタ人はオレンジ花水を花嫁と式場に振りかける慣習があった。